# Gebandeerde langsprietmot
De gebandeerde langsprietmot (Adela croesella) is een nachtvlinder uit de familie van de langsprietmotten (Adelidae).

## Kenmerken
De spanwijdte van de vlinder bedraagt tussen de 10 en 13 millimeter. De kop is roestbruin gemengd met zwart. De antennes van het mannetje zijn 2,5 zwart met een witte punt; bij het vrouwtje nauwelijks 1,5, verdikt met violette-zwarte schubben tot boven het midden, de rest wit. De voorvleugels zijn glanzend donker violetbruin, min of meer gestreept en diffuus tussen de aderen met goudgeel-oker; een rechte diepgele band vlak voorbij het midden, smaller aan de kust, aan de rand eerst met donkerbruine en vervolgens met smalle violette banden. De achtervleugels zijn donker paarsachtig bruin.

## Levenswijze
De gebandeerde langsprietmot gebruikt liguster en duindoorn als waardplanten. De vliegtijd is van mei tot juli.

## Verspreiding
De gebandeerde langsprietmot komt verspreid over een groot deel van Europa voor. De gebandeerde langsprietmot is in Nederland vrij zeldzaam en in België een niet zo algemene soort.

## Taxonomie
De wetenschappelijke naam van de soort is als Phalaena croesella gepubliceerd door Giovanni Antonio Scopoli in 1763. Het typemateriaal waarop Scopoli zich baseerde is verloren gegaan. M.V. Kozlov merkte in 2006 op dat de beschrijving een kennelijke misidentificatie betreft, en dat Scopoli de soortnaam zo introduceerde, dat het waarschijnlijk als junior subjectief synoniem van Phalaena degeerella zou moeten worden gezien. Omdat de naam, inmiddels als Adela croesella, echter al zeer lang en wijdverbreid in gebruik was, verzocht hij de ICZN de naam als geldig te behouden. De ICZN ging daarin mee en wees een neotype aan.